# Threskiornithinae
Threskiornithinae Poche, 1904 è una sottofamiglia di uccelli facenti parte della famiglia Threskiornithidae, comunemente noti come ibis o ibi.

## Tassonomia
Comprende i seguenti generi e specie:
- Genere Bostrychia
  - Bostrychia bocagei (Chapin, 1923) - ibis di São Tomé

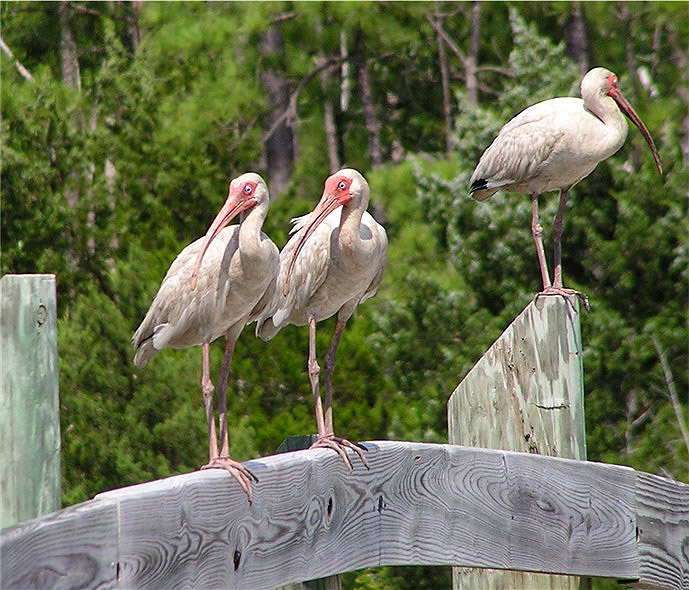
Ibis bianco
Eudocimus albus

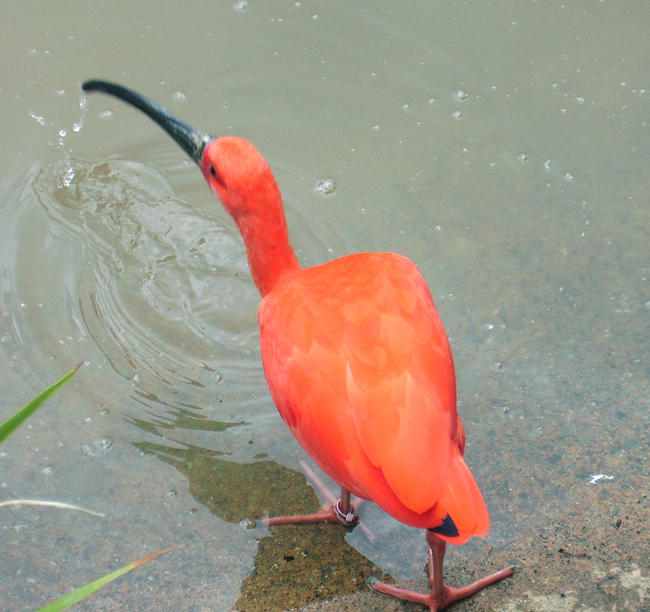
Ibis scarlatto
Eudocimus ruber

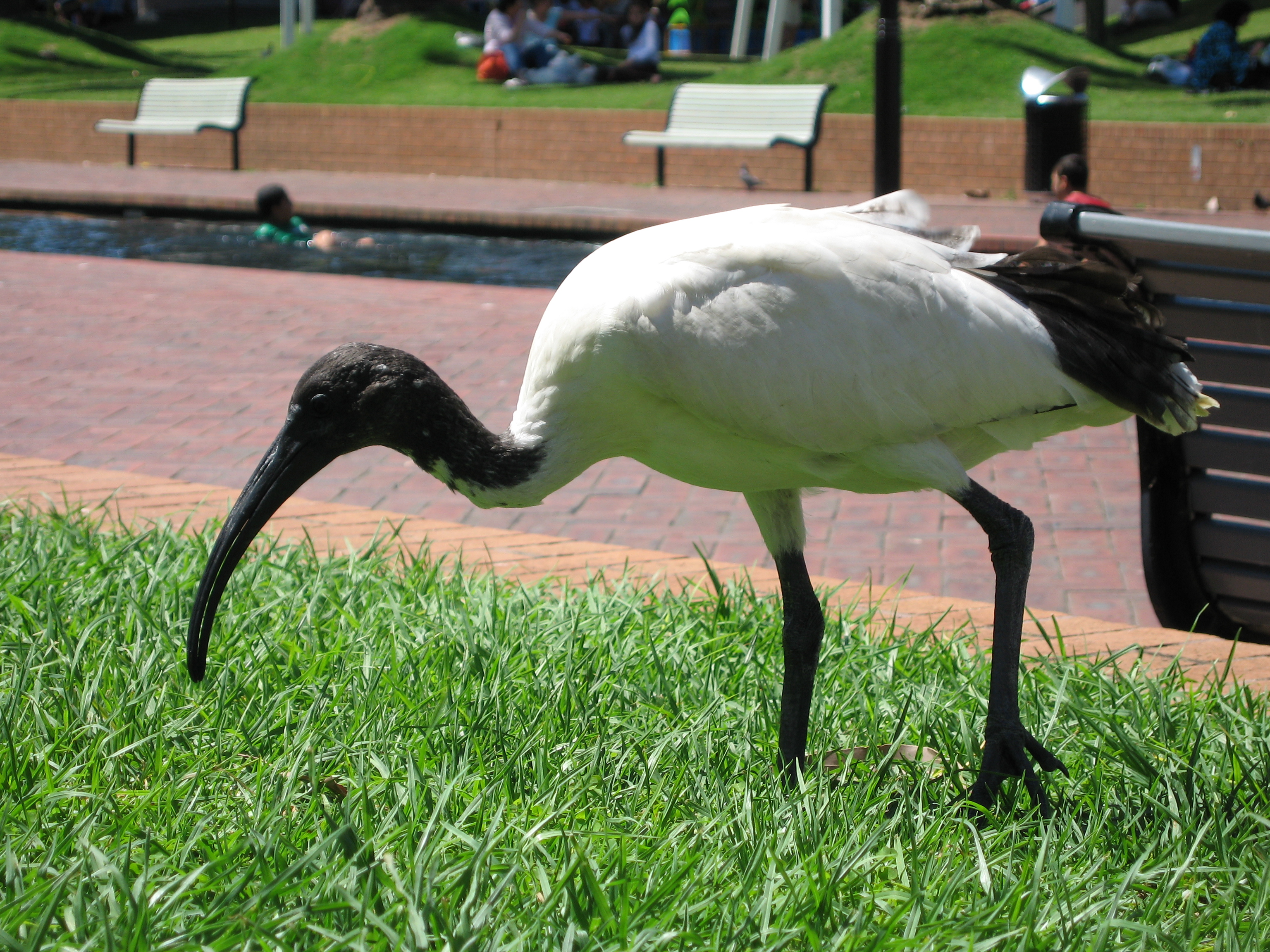
Ibis bianco australiano
Threskiornis molucca

  - Bostrychia carunculata (Rüppell, 1837) - ibis caruncolato
  - Bostrychia hagedash (Latham, 1790) - ibis hadada
  - Bostrychia olivacea (Du Bus De Gisignies, 1838) - ibis olivaceo
  - Bostrychia rara (Rothschild, Hartert e Kleinschmidt, 1897) - ibis pettomacchiato
- Genere Cercibis
  - Cercibis oxycerca (Spix, 1825) - ibis codaguzza
- Genere Eudocimus
  - Eudocimus albus (Linnaeus, 1758) - ibis bianco americano
  - Eudocimus ruber (Linnaeus, 1758) - ibis scarlatto
- Genere Geronticus
  - Geronticus calvus (Boddaert, 1783) - ibis calvo
  - Geronticus eremita (Linnaeus, 1758) - ibis eremita
- Genere Lophotibis
  - Lophotibis cristata (Boddaert, 1783) - ibis del Madagascar
- Genere Mesembrinibis
  - Mesembrinibis cayennensis (Gmelin, 1789) - ibis verde
- Genere Nipponia
  - Nipponia nippon (Temminck, 1835) - ibis crestato
- Genere Phimosus
  - Phimosus infuscatus (Lichtenstein, 1823) - ibis faccianuda
- Genere Plegadis
  - Plegadis chihi (Vieillot, 1817) - ibis facciabianca
  - Plegadis falcinellus (Linnaeus, 1766) - mignattaio
  - Plegadis ridgwayi (Allen, 1876) - ibis della puna
- Genere Pseudibis
  - Pseudibis davisoni (Hume, 1875) - ibis spallebianche
  - Pseudibis papillosa (Temminck, 1824) - ibis nero
- Genere Thaumatibis
  - Thaumatibis gigantea (Oustalet, 1877) - ibis gigante
- Genere Theristicus
  - Theristicus caerulescens (Vieillot, 1817) - ibis plumbeo
  - Theristicus caudatus (Boddaert, 1783) - ibis collocamoscio
  - Theristicus melanopis (Gmelin, 1789) - ibis faccianera
  - Theristicus branickii Berlepsch & Stolzmann, 1894 - ibis delle Ande
- Genere Threskiornis
  - Threskiornis aethiopicus (Latham, 1790) - ibis sacro
  - Threskiornis bernieri (Bonaparte, 1855) - ibis sacro del Madagascar
  - Threskiornis melanocephalus (Latham, 1790) - ibis testanera
  - Threskiornis molucca (Cuvier, 1829) - ibis bianco australiano
  - Threskiornis solitarius (Mourer-Chauviré e Moutou, 1987) - ibis di Réunion †
  - Threskiornis spinicollis (Jameson, 1835) - ibis dal collo paglierino

## Mitologia e  simbologia

### L'ibis nell'antico Egitto
L'ibis sacro (Threskiornis aethiopicus) era oggetto di venerazione nella mitologia egizia. Uno dei motivi della sua fama risiede nel fatto di essere divoratore di serpenti, un altro aspetto particolare, è che l'ibis si ciba anche di carogne. 
L'animale beveva e cercava solo acqua limpida. Per questo motivo i sacerdoti egiziani, per il rito delle lustrazioni, utilizzavano prevalentemente l'acqua in cui un ibis si era dissetato. Legata all'ibis era la figura del dio Thot.
Nell'antico Egitto l'Ibis veniva allevato e poi ucciso e mummificato. Una volta mummificato veniva posto in prossimità delle sepolture, o acquisiva la funzione di amuleto, a protezione delle abitazioni.

### L'ibis nella simbologia cristiana
In alcuni reperti si riscontra come l'ibis bianco fosse considerato, nell'arte paleocristiana, alternativo alla fenice quale simbolo di resurrezione. Tuttavia l'ibis è uno degli uccelli impuri le cui carni il Deuteronomio vieta agli ebrei di mangiare: è questo probabilmente il motivo per cui, abbandonata la simbologia di elemento positivo, i bestiari medievali lo classificano come simbolo maligno, forse a causa del fatto che l'ibis egiziano si nutre abitualmente di carne in putrefazione e pesci morti, portandolo a paragone del peccatore ghiotto e impudico.